# Henrikh Mkhitarian
Henrikh Hamletí Mkhitarian (armeni: Հենրիխ Համլետի Մխիթարյան; Yerevan, Armènia, 21 de gener de 1989) és un futbolista armeni que juga a l'Inter de Milà i a la selecció d'Armènia.

## Biografia i trajectòria
És fill de Marina Taixtxian i de Hamlet Mkhitarian, un destacat davanter del FC Ararat Yerevan que morí d'un tumor cerebral amb només 33 anys. La seva mare treball per la Federació de Futbol d'Armènia i la seva germana gran, Monica, treballa a la seu de la UEFA.
A principis de la dècada de 1990, la família Mkhitarian es traslladà a França, on Hamlet Mkhitarian jugà a la ASOA Valença, ara desapareguda, participant en la campanya en què aconseguí la promoció a la segona divisió. Henrikh passà els primers anys de la seva infància a Valença. De petit, observava com jugava el seu pare i sempre el volia seguir als entrenaments. Hamlet Mkhitarian morí quan Henrikh tenia només 7 anys. El 1995 la família tornà a Yrevan.

### Pyunik Yerevan
El 1995, Henrikh Mkhitarian començà a jugar als nivells formatius del FC Pyunik Yerevan, començant a cobrar als 15 anys. Debutà amb el primer equip el 2006 als 17 anys. Jugà quatre temporades amb el primer equip del FC Pyunik, guanyant quatre títols de lliga, dues supercopes d'Armènia i una copa d'Armènia. En total jugà 70 partits de lliga, marcant 30 gols. Comptant totes les competicions, jugà 89 partits amb el FC Pyunik, marcant 35 gols.

### Metalurh Donetsk
El 2009 Mkhitarian fitxà pel FC Metalurh Donetsk de la lliga ucraïnesa. Acabà la temporada amb 14 gols en 38 partits, entre els quals 39 partits de lliga amb 9 gols. L'any següent es convertí en el capità més jove de la història del Metalurh Donetsk, amb 21 anys. A la temporada 2010-2011 jugà 46 partits i marcà 17 gols.

### Xakhtar Donetsk
El 30 d'agost de 2011, es finalitzà el seu traspàs als campions de lliga, el FC Xakhtar Donetsk La seva primera temporada amb el club fou un èxit; el Xakhtar guanyà el triplet ucraïnès (lliga, copa i supercopa). La propera temporada tornà a guanyar la lliga i la copa i Mkhitarian fou elegit el millor jugador del club amb un 38% dels vots. Marcà 11 gols en 36 partits.
Marca el seu primer gol en Lliga de campions en la temporada 2012-13, el 19 de setembre control el FC Nordsjælland, campions de Dinamarca. L'11 de maig de 2013 marcà el seu 23è i 24è gols de la temporada, un nou rècord a la lliga ucraïnesa. Acabà la temporada amb 25 gols.

### Borussia Dortmund
El 5 de juliol de 2013 el Borussia Dortmund anuncià un acord per fitxar Mkhitarian per 25 milions d'euros. L'acord final es valora en 27,5 milions d'euros, convertint Mkhitarian en el fitxatge més car de la història del club westfalià, que aquell any fou nomenat millor jugador armeni de l'any.

### Internacional
Mkhitarian és un dels futbolistes més destacats de la selecció d'Armènia, amb la qual debutà el 14 de gener de 2007 en un partit amistós contra Panamà. Marcà sis gols durant les eliminatòries de classificació per a l'Eurocopa 2012, aconseguit un lloc a l'equip ideal. Armènia, però, no s'hi va classificar.

## Palmarès
Pyunik
- 4 Lligues armènies: 2006, 2007, 2008, 2009
- 1 Copa armènia: 2009
- 2 Supercopes armènies: 2007, 2008

Shakhtar Donetsk
- 3 Lligues ucraïneses: 2010-11, 2011-12, 2012-13
- 3 Copes ucraïneses: 2010-11, 2011-12, 2012-13
- 1 Supercopa ucraïnesa: 2012

Borussia Dortmund
- 1 Supercopa alemanya: 2014

Manchester United FC
- 1 Lliga Europa de la UEFA: 2016-17
- 1 Copa de la lliga anglesa: 2016-17
- 1 Community Shield: 2016

AS Roma
- 1 Lliga Europa Conferència de la UEFA: 2021-22

FC Inter de Milà
- 1 Serie A: 2023-24
- 1 Copa italiana: 2022-23
- 2 Supercopes italianes: 2022, 2023